# Alfred Leonard Caiels
Alfred Leonard Caiels, né le 21 janvier 1909 à Belfast et mort en octobre 1991, est un footballeur britannique évoluant au poste de milieu de terrain.